# Конольфинген
Конольфинген (нем. Konolfingen) — коммуна в Швейцарии, в кантоне Берн.
Входит в состав округа Конольфинген в Швейцарии. Население составляет 4732 человека (на 31 декабря 2006 года). Официальный код — 0612.

## География
Конольфинген расположен приблизительно по центру между городами Берн, Тун, Лангнау и Бургдорф. Благодаря географическому положению в долине Кизенталь на высоте 600 метров Конольфинген является как бы воротами в Эмменталь. К коммуне принадлежат, кроме всего прочего, деревушки и местности Херольфинген, Хюрнберг, Урселлен, Балленбюэль и Хёчинген.

## История
История коммуны Конольфинген еще довольно молода. Лишь в 1933 году из двух коммун в Эмментале Гизенштайн и Штальден был образован сегодняшний Конольфинген, который также дает имя административной единице. Но только в 1148 году впервые было упомянуто название Конольфинген, а в 1226 г. Гизенштайн впервые упоминается под этим названием.
На территории бывшей коммуны Штальден расположен замок Хюниген.

## Персоналии
- С названием Конольфинген также часто упоминается Фридрих Дюрренматт, который родился здесь в доме пастора.
- Фанкхаузер, Альфред (1890—1973) — швейцарский прозаик и драматург.

## Города-побратимы
- Початки (Чехия)